# Forty Percent Leadbelly
Forty Percent Leadbelly («На 40 % Ледбелли») — 14 эпизод 7 сезона мультсериала «Футурама». Североамериканская премьера состоялась 3 июля 2013 года.

## Сюжет
«Межпланетный экспресс» отправляется в тюрьму, чтобы доставить туда заключённого доктора Бруталова. Там Бендер встречает величайшего барда Кремния Реда, который только что освободился из тюрьмы. Робот вспоминает о своей мечте стать бардом и убегает, оставляя Фрая наедине с доктором Бруталовым. Бендер просит Кремния Реда подарить свою гитару, чтобы с её помощью стать известным бардом, однако тот отказывается. Тогда Бендер фотографирует гитару и обращается к доктору Билеру, который изготавливает её копию при помощи подключения к Бендеру и распечатки с помощью 3D-принтера. Фрай злится на Бендера за то, что доктор Бруталов сбежал, исцарапав его ножепальцами и заморозив в карбонит.
Бендер пишет свою песню, основанную на шаблонах всех известных бардовских песен. Он прерывает выступление Кремния Реда и поёт свою песню под псевдонимом «Бродяга Родригес». Зал освистывает его, поскольку его песня неискренняя, а для хорошей песни ему нужно прожить насыщенную и полную трудностей жизнь.
Бендер по совету Зойдберга решает пожить среди железнодорожников. Там он находит себе друга — робота-машиниста Большого Вагона. Вскоре Бендер пишет новую песню, в которой Большой Вагон влюбился в женщину по имени Джизабель, однако она начинает изменять ему с Бендером. Далее речь в песне идёт о том, что Фрай отказывается спасти его от Вагона, чтобы Бендер почувствовал то же самое, что и он, после этого Большой Вагон начинает гнаться за ним и насмерть давит его поездом. Во время сочинения продолжения песни приходит Большой Вагон, который говорит, что он нашел себе девушку (которую также зовут Джизабель). Однако, как только он уходит, Джизабель изменяет ему с Бендером. Разозленный Большой Вагон садится в поезд и начинает гнаться за Бендером до самого Нового Нью-Йорка. Бендер просит помощи у Фрая, но тот отказывается (как и было по сюжету песни).
Бендер прибегает в здание «Межпланетного экспресса», где выясняется, что настоящий Фрай его не предавал, а 3D-принтер продолжал печатать идеи робота (в том числе и копию Фрая), которые приходили к нему по невыключенной беспроводной связи, причем в полном соответствии с сочиненной Бендером песней. Доктор Билер предлагает ему создать свою копию, чтобы спастись от Большого Вагона, но Бендер отказывается, так как хочет, чтобы у песни был красивый конец, после чего его убивает Большой Вагон.
В робоцеркви проходят похороны Бендера. Но тут врывается сам Бендер, который говорит, что всё-таки сделал копию себя и спрятался в туалете, а чтобы убедиться в смерти двойника, он добавил в него стремление к художественной целостности. Они с Кремнием Редом устраивают концерт, где поют новую песню в стиле рэп.